# Grootoogprobleemspinnetje
Het grootoogprobleemspinnetje (Meioneta innotabilis) is een spinnensoort in de taxonomische indeling van de hangmatspinnen (Linyphiidae).
Het dier komt uit het geslacht Meioneta. Het grootoogprobleemspinnetje werd in 1863 beschreven door Octavius Pickard-Cambridge.